# 須高広域農道
須高広域農道（すこうこういきのうどう）は、長野県須坂市から中野市に至る広域農道。
通称は北信濃くだもの街道であり、その名の通り沿道は果樹の一大生産地である。

## 概要
- 起点：長野県須坂市八町（上八町交差点＝長野県道58号長野須坂インター線交点）
- 終点：長野県中野市西条（西条東交差点＝長野県道358号中野小布施線交点）
- 延長：16km
- 幅員：2車線

須高地域東側の山麓を通って、須坂市・小布施町・中野市を結んでいる。
須坂市内ではぶどう・リンゴ・ももなど、小布施町内では加えて栗などの果樹園の間を進む。中野市に入ると「延徳田んぼ」と呼ばれる田園地帯が広がり、水田が多くなる。
本路線のほかに須坂 - 小布施 - 中野を結ぶ道路としては、西側に上信越自動車道・国道403号（谷街道）がある。小布施 - 中野については、東側に長野県道358号中野小布施線が並行する。

### 主要構造物
- 臥竜橋（須坂市野辺 - 臥竜六丁目・百々川）
臥竜公園の南東に架かる橋梁。なお、臥竜公園内の竜ヶ池に架かる橋（遊歩道）も「臥竜橋」と呼ばれる。
- 鎌田山トンネル（須坂市坂田 - 日滝）
  - 延長：273m

本路線唯一のトンネルである。須坂市街地の南東にそびえる鎌田山（標高490m）の山腹を貫く。
- 上松川橋（須坂市日滝 - 上高井郡小布施町雁田・松川）

## 重複区間
- 長野県道66号豊野南志賀公園線（虫送北交差点 - 上松川橋交差点）
- 長野県道358号中野小布施線（雁田交差点 - 岩松院入口交差点）

## 交差・接続する道路

### 須坂市
- 上八町交差点（八町＝起点）
  - 長野県道58号長野須坂インター線
- 坂田町交差点（臥竜六丁目）
  - 国道406号（大笹街道）
- 本郷交差点（日滝）
  - 長野県道54号須坂中野線
- 日滝原産業団地入口交差点（日滝）
  - 長野県道499号相之島高山線
- 虫送北交差点（日滝）
  - 長野県道66号豊野南志賀公園線 - ※重複区間ここから
- 上松川橋交差点（日滝）
  - 長野県道66号豊野南志賀公園線 - ※重複区間ここまで

### 小布施町
- 雁田交差点（雁田）
  - 長野県道358号中野小布施線 - ※重複区間ここから
- 岩松院入口交差点（中松）
  - 長野県道358号中野小布施線 - ※重複区間ここまで

### 中野市
- 西条東交差点（西条＝終点）
  - 長野県道358号中野小布施線

## 周辺
- 臥竜公園
  - 須坂市動物園
- 須坂温泉
  - 須高広域総合プールサマーランド
- フローラルガーデンおぶせ
- 岩松院
- 都住駅
- 長野県中野西高等学校
- 信州中野駅

## 別名
- 北信濃くだもの街道（全線）